# Granny Smith
Granny Smith je sorta jabolk, ki izvira iz Avstralije. Leta 1868 ga je odkrila Maria Ann Smith in to povsem naključno.. Po tem, ko so neka divja jabolka zavrgli, je sadjarka Maria Ann Smith opazila, da so na kompostu iz teh ostankov zrasle sadike. Iz teh naključnih sejancev je vzgojila eno najpriljubljenejših sort jabolk na svetu.
Plodovi so intenzivno zelene barve, z izrazitimi, po večini belimi lenticelami. Okus je osvežilen in kiselkast, vendar zaradi manjše vsebnosti sladkorja bolj prazen. Čas zorenja je v drugi polovici oktobra. Pot si utira med potrošniki, ki so ljubitelji kiselkastega okusa.
Plodovi so sprva rumenkaste barve kasneje pa postanejo popolnoma zeleni.

## Zgodovina
Sorta izvira iz Avstralije (Eastwood, New South Wales). Odkrila jo je Maria Ann Smith ki se je preselila v to okrožje iz Beckley-a, East Sussex leta 1838 z možem Thomasom. Skupaj sta kupila majhen sadovnjak in začela gojiti sadje. Maria Ann je rodila veliko otrok in postala pomembna osebnost v svojem okrožju in si v nadaljnjih letih prislužila vzdevek 'Granny' Smith. 
Izvor jabolka Granny Smith je bil dokumentiran, vendar pa prvi opis ni bil objavljen vse do leta 1924. V tem letu je revija Farmer and Settlet objavila zgodbo lokalnega zgodovinarja, ki je intervjuval dva moška, ki sta poznala Marie. Eden od njiju se je spominjal da je bil v letu 1868 (ko je bil star 12 let) njegov oče povabljen na Smith-ovo  kmetijo, da si ogleda sadike, ki so naključno vzklile v bližine potoka. Marie Ann je tam med praprotjo zavrgla ostanke francoske vrste divjega jabolka, ki je bila vzgojena v Tasmaniji. Druga zgodba pravi, da je Maria testirala divja jabolka pri kuhanju pri tem pa je sredico jabolka vrgla skozi okno. Pod okensko polico je nato vzklila nova sorta jabolk. Po tem se je odločila, da bo začela sama na svoji posesti širiti glas o novi vrsti jabolk, saj je ugotovila, da so dobre tako za kuhanje, kot tudi za splošno uživanje.
Nekaj let po njenem odkritju, leta 1870 je Marie Ann umrla. Njeno delo pa je bilo opaženo s strani lokalnih gojiteljev sadja. Edward Gallard je bil eden teh gojiteljev sadja, ki je obsežno sadil jablane vrste granny Smith na svoji posesti in tudi kupil Smith-ovo kmetijo leta 1876, ko je Thomas umrl. Gallard je bil pri lokalnem oglaševanju jabolk uspešen, vendar pa mu ni uspelo pridobiti zanimanja širše javnosti vse do leta 1890. Tega leta je jabolko dobilo nagrado za najboljšo vrsto jabolka za kuhanje pod imenom 'Granny Smith's Seedling'.
Svetovno prepoznavnost si je sorta jabolka prislužila z lastnostjo, da sadež lahko oberemo že marca ( Avstralija !), shranjujemo pa ga lahko vse do novembra ( Avstralija !). Zaradi dolgega roka trajanja so jabolka lahko izvažali tudi v daljne kraje skoraj preko celega leta. V ogromnih količinah so vrsto izvažali po prvi svetovni vojni in do leta 1975 je bilo 40% pridelka avstralskih jabolk prav vrste Granny Smith.

## Lastnosti
Jabolka Granny Smith so svetlo zelene barve. Pogosto se uporabljajo za pečenje pit, lahko jih uživamo tudi surove.
Vrsto je lažje shranjevati kot ostale vrste jabolk in prav ta dejavnik je močno vplival na uspeh pri izvažanju na tuje trge. Dolga obstojnost jabolk je mogoča predvsem zaradi nizke vsebnosti etilena in v pravih pogojih je jabolka možno shranjevati tudi po celo leto. Sorta bolje uspeva na območjih kjer so zime milejše in ima sadež dalj časa da zori. Jabolka je potrebno shranjevati pri nizkih temperaturah.

## Koristi za zdravje
Granny Smith je ena izmed vrst jabolk, ki je bogata z antioksidanti in vsebuje tudi najvišjo koncentracijo fenolov med vsemi sortami jabolk. Jabolko ima nizko kalorično vrednost in visoko vsebnost prehranskih vlaknin in kalija. Zaradi tega ga pogosto priporočajo pri raznih shujševalnih dietah.